# Colonia Insurgentes
Colonia Insurgentes är en ort i Mexiko.   Den ligger i kommunen San Luis Potosí och delstaten San Luis Potosí, i den centrala delen av landet, 400 km nordväst om huvudstaden Mexico City. Colonia Insurgentes ligger 2 011 meter över havet och antalet invånare är 712.
Terrängen runt Colonia Insurgentes är kuperad åt sydväst, men åt nordost är den platt. Runt Colonia Insurgentes är det tätbefolkat, med 591 invånare per kvadratkilometer. Närmaste större samhälle är San Luis Potosí, 8,0 km öster om Colonia Insurgentes. Omgivningarna runt Colonia Insurgentes är i huvudsak ett öppet busklandskap.